# Rang de Beauregard
Pour les articles homonymes, voir Beauregard.
Le rang de Beauregard est une rangée de 14 maisons privées situées Place du Théâtre à Lille. Le rang a été inscrit à l'inventaire des monuments historiques le 8 juin 1966.
Ce site est desservi par les stations de métro Gare Lille-Flandres et Rihour.

## Historique
L'appellation de Beau Regard est celle donnée en 1426 par Philippe Le Bon d'une maison en maçonnerie construite en 1424 à l'emplacement de deux hobettes en bois où s'exerçaient diverses activités commerciales. Une activité de change  était établie dans ce bâtiment au rez-de-chaussée, l'auditoire du prévôt aux deux étages. 
Edifié entre 1685 et 1687 sur les plans de l'architecte Julien Destrée par le maître d'œuvre Simon Vollant, le rang est une reconstruction de 14 maisons de bois, construites en 1551 lors de la démolition de la vieille halle aux draps et de son lotissement en 14 parcelles égales, pour répondre aux contraintes d'harmonisation imposées par la Magistrat. Adoptées en 1674, elles comprennent des règles d'alignement et de hauteur, avec un plan à deux ou trois étages et un grenier mansardé érigés sur une grande cave, le tout construit uniquement en pierre et briques. L'origine du lotissement sur lequel le rang est bâti se retrouve dans son appellation de la fin du XVIIe siècle, où il est encore désigné sous le nom de « rang des détailleurs de drap ».
Le rang doit son nom actuel à un belvédère érigé par le duc de Bourgogne, Philippe Le Bon, en 1425, situé juste en face, sur l'actuelle place du théâtre, et démoli en 1651. Les origines du nom Beauregard donné au belvédère sont disputées, mais l'explication la plus simple est sans doute qu'au XVe siècle, le nom italien belvedere ne s'était pas encore imposé pour désigner ce que l'on appelait alors un « beauregard ».

## Description
Le rang comprend 14 maisons à deux travées. Comme la Vieille Bourse, le rez-de-chaussée est formé d'arches de grès supportant une travée de trois étages de pierre et de brique surmontée d'une mansarde. Sur la façade, le haut des trumeaux formant pilastres porte un écusson coiffé alternativement d'une ou de deux têtes de chérubins entourées de guirlandes. L'arc des baies est décoré au premier niveau de deux cornes d'abondance et au deuxième de consoles à volutes affrontées de chaque côté d'une clé.
La sobriété des lignes de la façade, les couleurs et les motifs de sa décoration réalisent une synthèse entre l'architecture classique française, qui fait irruption dans la ville après la prise de Lille par Louis XIV en 1667, et l'architecture flamande locale pour donner naissance à un style qui a pu être qualifié de franco-lillois.
Sur la partie droite du rang, une douzaine de boulets de canon sont fichés dans la façade. Ils commémorent le siège de Lille de 1792, au cours duquel la ville en reçoit plus de 30 000. L'un d'entre eux, au-dessus de la brasserie Morel, a été peint en rose et doté d'un téton pour figurer un sein.